# مقلاد

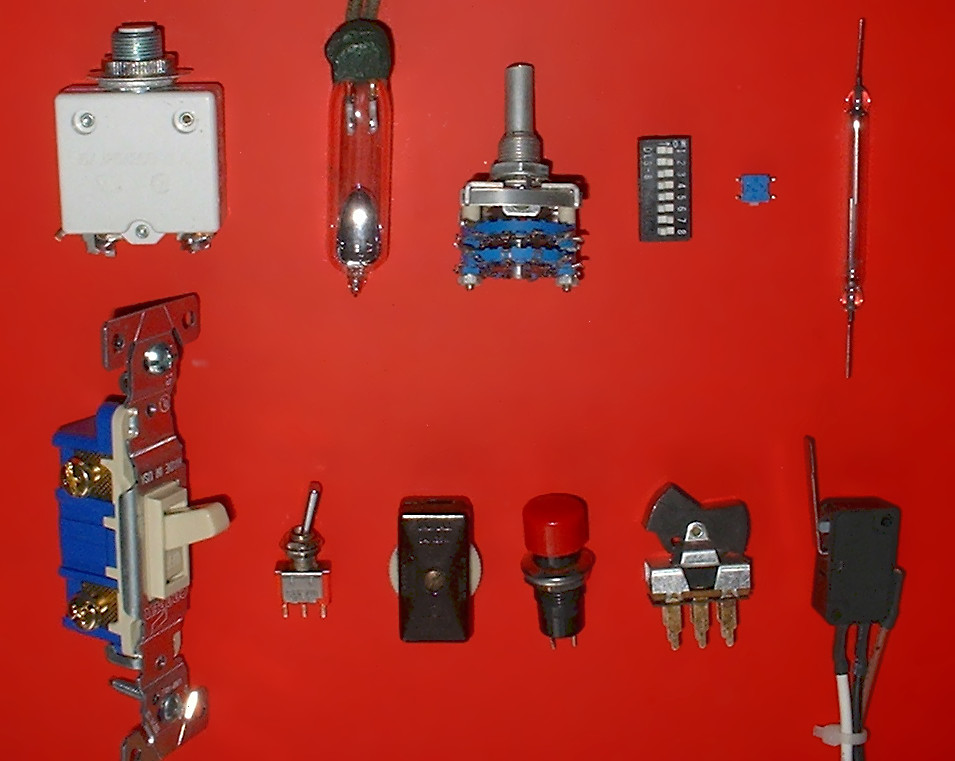
مفاتيح كهربائية. فوق، من اليسار إلى اليمين: قاطع الدائرة، مفتاح زئبقي، مفتاح مائي، مقلاد DIP، مقلاد سطحي، مقلاد ريد Reed Switch. أسفل، من اليسار إلى اليمين: مفتاح جداري (طراز أمريكي)، مقلاد مفصلي، مفتاح داخل الدارة، مقلاد كبس، مقلاد رداد، مقلاد دقيق

المقلاد أو المفتاح الكهربائي هو مكون كهربائي يقطع به التيار عن دائرة كهربائية أو يحول التيار إلى ناقل آخر. قد يطلق على المقلاد بالقاطع، ولكن القاطع يختلف عن المقلاد بأنه يقطع الدارة تلقائياً عند حدوث أي مشكلة. أهم المقاليد المألوفة تشغل يدوياً وتكون في إحدى حالتين حيث إما تسمح بتلامس المعدنين ومرور التيار الكهربائي أو بفصل المعدنين وقطع التيار الكهربي. ومن المبادل الإلكترونية بوابة النقل ومقحل التمرير.

## التسمية
المفتاح اسم آلة على وزن مِفعَال للأداة التي تستعمل في فتح المغلاق وتدل الكلمة أيضاً على الكنز والمخزن،. اشتقت الكلمة من الجذر (ف ت ح)، وجمعها مفاتِح ومفاتيح. تستعمل الكلمة في الكهرباء والإلكترونيات في مقابل المصطلح الإنجليزي (بالإنجليزية: Switch) للإشارة إلى أداة تسمح بمرور التيار الكهربائي عن إغلاقها وتمنع المرور عند فتحها. كما يُستعمَل مصطلح "قاطع" اسماً لهذه الأداة، وهي الترجمة الحرفية للاسم الفرنسي (بالفرنسية: interrupteur).
لاحظ أحمد شفيق الخطيب أن كلمة مفتاح شائعة لمفاهيم عديدة أخرى، لذلك اقترح كلمة (مِقلاد) بدلاً عنها في هذا السياق عملاً بمنهجه الذي يُفضِّل به ألفاظاً غير شائعة لأداء مصطلحات علمية ذات دلالة دقيقة ومُحدَّدة. ويجوز أن تدل كلمة مِقلاد على المفتاح ﴿لَهُ مَقَالِيدُ السَّمَاوَاتِ وَالْأَرْضِ﴾ [الزمر:63]، ولكن يوجد خلاف على مفردها، وقيل ألا مُفرد لها، وقيل بل هو إقْلِيدٌ أو مقليد أو مِقلاد أو مِقلد ومما جاء في لسان العرب أن "الإِقْليدُ مُعَرَّبٌ وأَصله كِلِيذ".

## مبدأ العمل
بما أن المفتاح الكهربائي هو مكون كهربائي يمكنه فصل أو توصيل التيار في دارة كهربائية، فهو دائما ما يوجد في إحدى حالتين؛ إما مفتوح وإما مغلق. ففي حالة الإيقاف تكون هناك فجوة في الدارة الكهربائية، مما يسبب انقطاعا للتيار في مكوناتها. وفي حالة التشغيل يقوم المفتاح الكهربائي بدور الموصل، وبالتالي ينتقل التيار عبر مكونات الدارة.

مخطط لدائرة كهربائية بسيطة عند غلق المفتاح يضيء المصباح. وعند فتحه ينقطع التيار، فينطفئ المصباح.

## أنواع المفاتيح الكهربائية
هناك أنواع عديدة للمفاتيح الكهربائية تختلف باختلاف استعمالاتها، ومنها:
| اسم                        | صنف             | صورة      | رمز | معلومات وصفية |
| -------------------------- | --------------- | --------- | --- | --- |
| مفتاح مفصلي                |                 |           |     | وهو مفتاح تقليدي |
| مفتاح قلاب                 |                 |           |     | وهو النوع الأكثر استخداما للإنارة المنزلية |
| مفتاح انزلاقي              |                 |           |     | مقطع عرضي لمفتاح منزلق في وضعية الإغلاق |
| مفتاح غشائي                |                 |           |     | غالبا ما تكون المفاتيح الغشائية مثبتة على لوحات إلكترونية فهي مفاتيح سطحية                                                                                          |
| مفتاح بزر ضغط              | مفتاح ضاغط فاصل |           |     | مثلا زر الطوارئ عند الضغط يفصل التيار الكهربائي عن الدارة |
| مفتاح بزر ضغط              | مفتاح ضاغط واصل | مفتاح ضغط |     | هو مفتاح عند الضغط يسمح بمرور التيار في الدارة |
| مفتاح نصلي أو مفتاح السكين |                 |           |     | من مساوئه أجزاؤه المكشوفة والتي قد تتسبب في صعق المستخدم |
| مفتاح دوار                 |                 |           |     | مفتاح إنارة دوّار |
| مفتاح كهربائي ذو مفتاح     |                 |           |     | مفتاح كهربائي يستخدم مفتاح الأقفال لوصل أو قطع التيار، مثلا مفتاح تشغيل السيارة                                                                                     |
| مفتاح سحب                  |                 |           |     | مفتاح سحب ذو سلسلة لمصباح منزلي |
| مفتاح مغناطيسي قصبي        |                 |           |     | مفتاح يتأثر بالمجال المغناطيسي يستخدم في عدة تطبيقات منها شاشة الحاسوب المحمول التي تنطفئ عند غلقها                                                                 |
| مفتاح زئبقي                |                 |           |     | مفتاح يلعب فيه الزئبق دور الموصل |
| مفتاح المزدوج المعدني      |                 |           |     | يتأثر المزدوج المعدني بالحرارة حيث ينحنى أحد المعدنين أكثر من الآخر تبعا لاختلاف معامل التمدد الحراري فيهما ويستخدم مفتاح المزدوج المعدني في غلايات الماء وغيرها... |

## المميزات

### طريقة التشغيل
تختلف أنواع المفاتيح الكهربائية حسب طريقة تشغيلها فهناك التي يتم تفعيلعا بطريقة مباشرة وذلك بالتأثير المباشر على المفتاح إما عن طريق الضغط أو التدوير أو السحب وغيره، أو بأسلوب غير مباشر كما هو الحال في المفاتيح المغناطيسية.

### الاستمرارية
كما تنقسم أنواع المفاتيح إلى لحظية ومستمرة، فالمفاتيح المستمرة هي تلك التي تبقى في نفس الوضعية حتى يعاد تفعيلها من جديد كالمفتاح الانزلاقي أو التقليدي. أما المفاتيح اللحظية فهي التي تنشط عند التأثير عليها فقط أي في نفس اللحظة ويزول مفعولها بمجرد زوال التأثير عليها وغالبا ما تكون المفاتيح التي على شكل أزرار عبارة عن مفاتيح لحظية كأزرار لوحة المفاتيح، مثلا.

### نقاط التلامس والتحويلات
أبسط مفتاح يتوفر على منفذين للتيار أحدهما للدخول والآخر للخروج لكن التطبيقات الكهربائية بتعددها تحتاج إلى أنواع عديدة من المفاتيح بنقط تلامس وتحويلات أكثر. الشيء الذي أدى لظهور مزيد من تصنفيات المفاتيح الكهربائية:
- مفتاح بنقطة تلامس وتحويلة (المفتاح التقليدي مثلا)

يتوفر على طرفين فقط، وهو من بين أكثر المفاتيح المستمرة شيوعا.
- مفتاح بنقطة تلامس وتحويلتين (مفتاح انزلاقي مثلا)

يتوفر على ثلاثة أطراف ويمكن استخدامه للاختيار بين مصدري طاقة، أو لتشغيل دارة كهربائية من بين اثنتين، كما يمكن الاستغناء عن أحد التحويلتين وتشغيله كمفتاح بنقطة تلامس وتحويلة
- مفتاح بنقطتي تلامس وتحويلتين

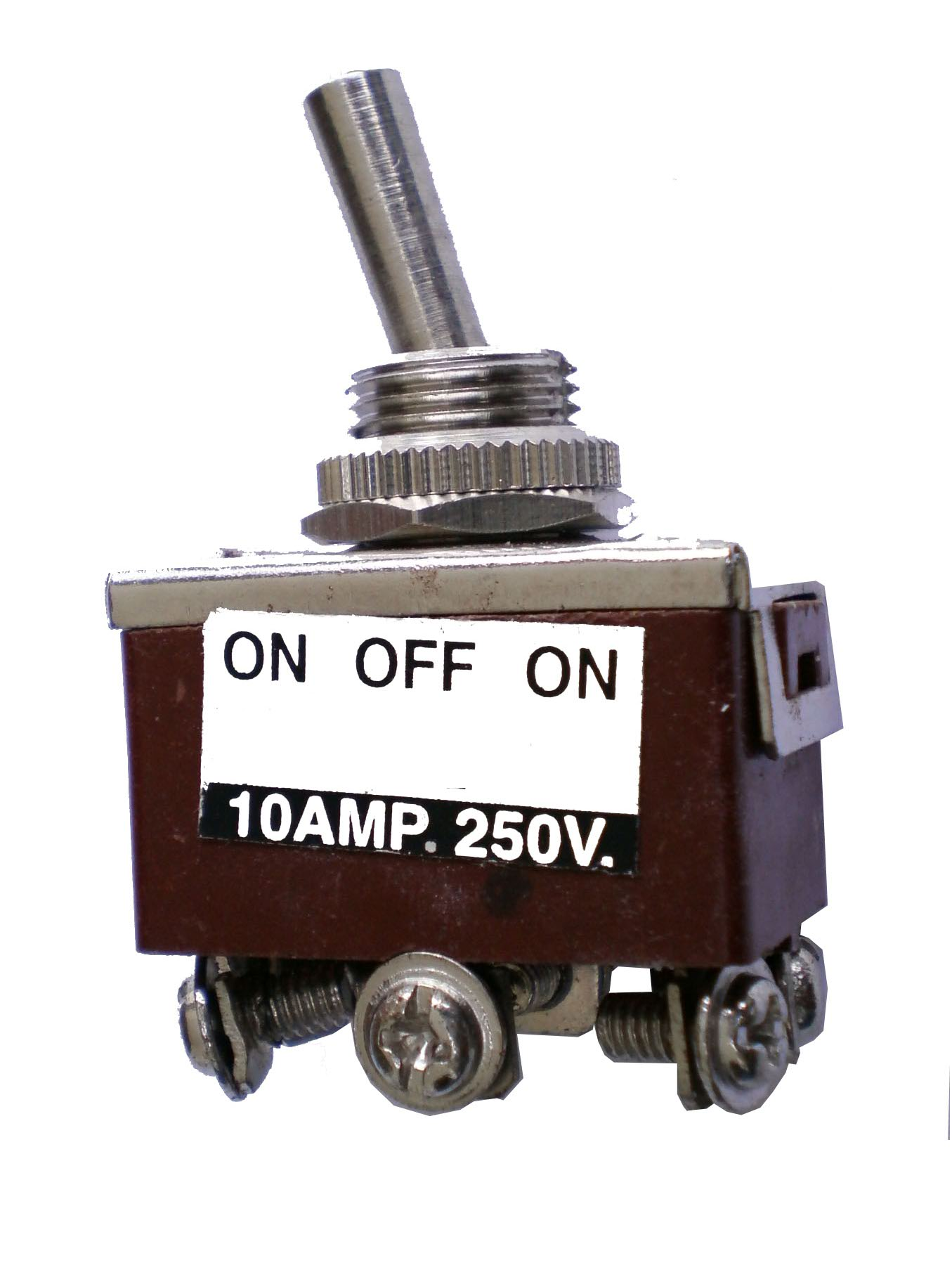
نموذج مفتاح بنقطتي تلامس وتحويلتين

وهو معادل لمفتاحي نقطة تلامس وتحويلتين إذ يمكنه التحكم في دارتين منفصلتين في نفس الوقت وذلك إما بتشغيلهما أو توقيفهما معا.

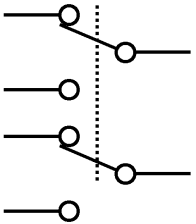
رمز مفتاح بنقطتي تلامس وتحويلتين

- مفتاح يحتوي على أي عدد من نقط التلامس والتحويلات:

هناك مفاتيح تحتوي على أكثر من نقطتي تلامس أو تحويلتين وهي قليلة الاستخدام، تتميز بشكلها المعقد وصعوبة تركيبها.

## هوامش
1. ↑  من المشكلات المرتبطة بها الشيوع ترجمة مصطلح (بالإنجليزية: Key Switch) إلى العربية، فكلتا الكلمتان شائعتان بمعنى مفتاح.